# Schulz Crag
Schulz Crag är en kulle i Antarktis. Den ligger i Östantarktis. Nya Zeeland gör anspråk på området. Toppen på Schulz Crag är 843 meter över havet.
Terrängen runt Schulz Crag är huvudsakligen kuperad, men åt sydost är den platt. Trakten är obefolkad. Det finns inga samhällen i närheten.